# Honda T360
Honda T360 — малотоннажный грузовой автомобиль производства японской компании Honda, представленный в июне 1963 года. Является первым серийным автомобилем Honda. Также существовала версия с более крупным двигателем, получившая название T500, которая, в основном, продавалась на экспорт.

## Описание
В модели Honda T360 применяется рядный четырёхцилиндровый двигатель AK250E с клапанным механизмом DOHC объёмом 356 см3, который также применялся в родстере Honda S360. Максимальная скорость ограничена до 100 км/ч. Двигатель развивал мощность 22 кВт (30 л. с.) при 8500 об/мин. С 1963 по август 1967 года было выпущено, в общей сложности, 108920 моделей T360. Все модели окрашены в цвет «May Blue». Капот автомобиля закруглённый, в виде раскладушки.
Вариант T500, представленный в сентябре 1964 года, оснащён двигателем объёмом 531 см3, мощностью 28 кВт (38 л. с.), который также применялся в Honda S500. В основном, автомобиль поставлялся на экспортные рынки. Максимальная мощность достигала 7500 об/мин, а красная зона составляла 9000 об/мин. Максимальная скорость составляла 105 км/ч. Всего с 1964 по ноябрь 1967 года было выпущено 10226 экземпляров, каждый из которых был окрашен в цвет «Moss Green». Длина увеличена на 20 см, поскольку общая длина T500 не была продиктована правилами для кей-каров. Рамки для номерных знаков также были увеличены, а грузоподъёмность составляла 400 кг.

## Модификации
- T360F/T500 — модификация с бортовым кузовом.
- T360H/T500F — модификация с бортовым кузовом с откидными бортами.
- T360V — крытый фургон.
- Snow Crawler — модификация с гусеничными движителями сзади[8].

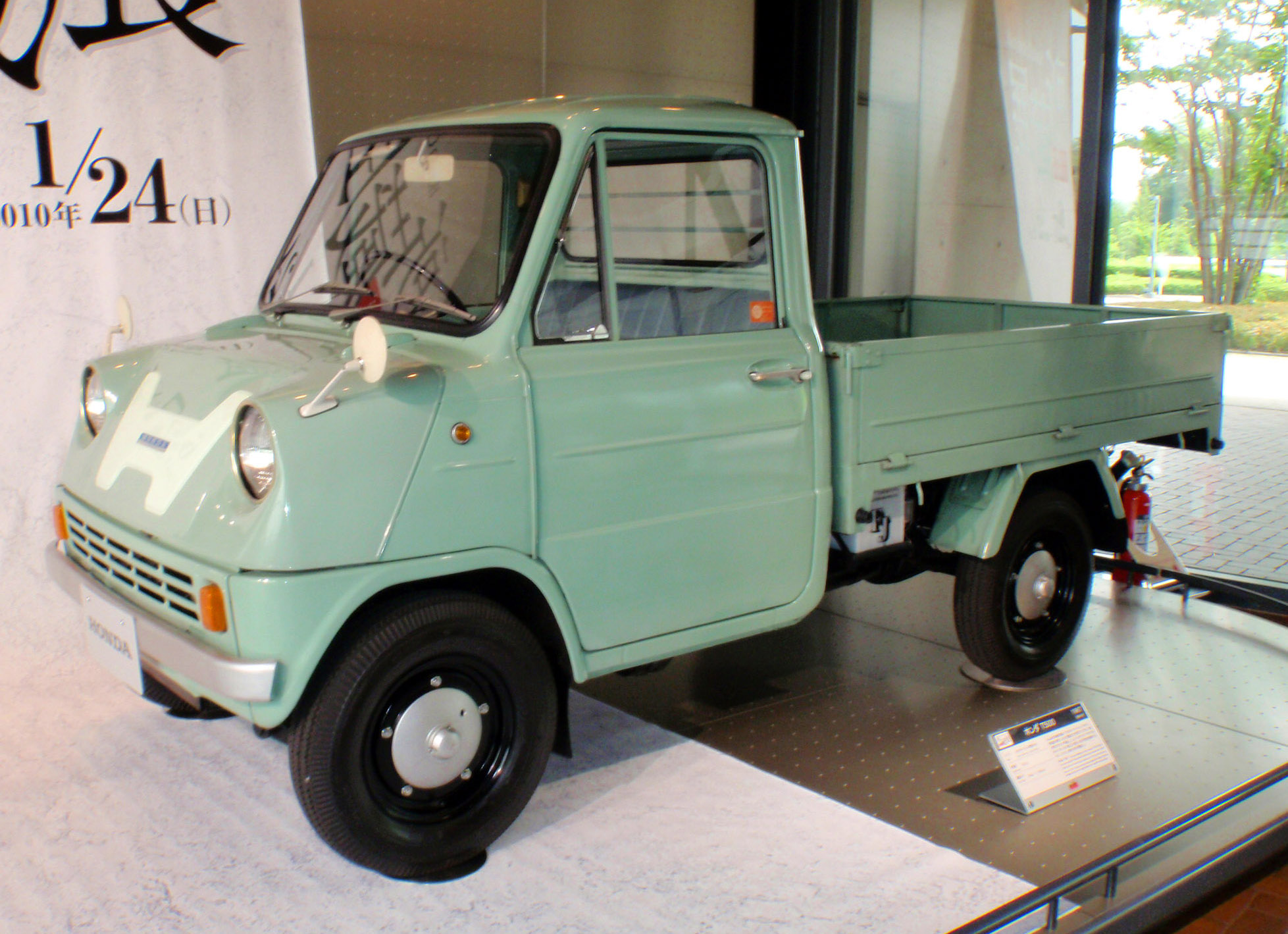
Honda T500F с откидной бортовой платформой
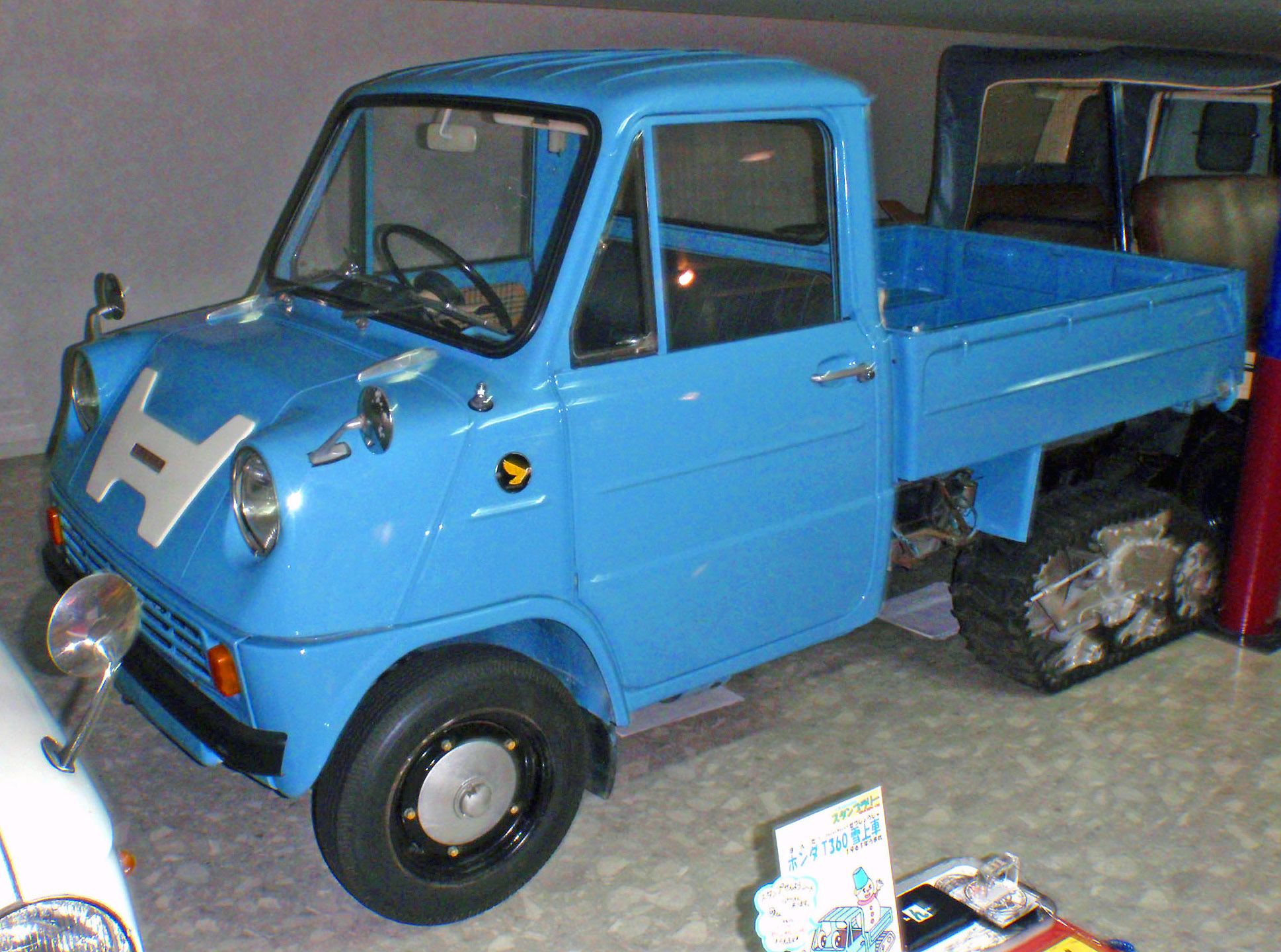
Honda T360 Snow Crawler